# Seda Aslanyürek
Seda Aslanyürek z domu Tokatlıoğlu (ur. 25 czerwca 1986 w Ankarze) – turecka siatkarka, reprezentantka kraju, grająca na pozycji przyjmującej lub atakującej. 
Jej młodszy brat Necmi, również jest siatkarzem.
Pod koniec czerwca 2014 roku wyszła za mąż za Turgaya Aslanyüreka, który jest trenerem przygotowania fizycznego w siatkarskich klubach.

## Sukcesy reprezentacyjne
| Osiągnięcie                | Trofeum        | Rok             |
| Mistrzostwa Europy         | srebro         | 2003            |
| Igrzyska Śródziemnomorskie | złoto · srebro | 2005 2009, 2013 |
| Liga Europejska            | srebro · brąz  | 2009 2010       |
| Volley Masters Montreux    | złoto          | 2015            |
| Igrzyska Europejskie       | złoto          | 2015            |

## Sukcesy klubowe
| Osiągnięcie                | Trofeum               | Rok                                                |
| Mistrzostwo Turcji         | złoto · srebro · brąz | 2009, 2010, 2011, 2016 2007, 2008, 2014, 2017 2012 |
| Puchar CEV                 | złoto · srebro · brąz | 2014 2013 2009                                     |
| Superpuchar Turcji         | złoto                 | 2009, 2010                                         |
| Liga Mistrzyń              | złoto · srebro · brąz | 2012 2010, 2016 2011                               |
| Puchar Turcji              | złoto                 | 2010                                               |
| Klubowe Mistrzostwa Świata | złoto · brąz          | 2010 2012                                          |

## Nagrody indywidualne
- 2009: Najlepsza punktująca turnieju finałowego Pucharu CEV